# یار
یاور ( Aide-de-camp) یا یار  کلمه ای ترکی به معنای همراه شخصی است. همچنین یک درجه نظامی عثمانی به معنای رئیس گارد امیر است و او مأموریت خاصی دارد که شمشیر را در مقابل مهمانان ایالت حمل می کند و جلوی آنها راه می رود و گارد افتخار را به نمایش می گذارد. در زمان عثمانی در مصر استفاده می شد. در فرانسه به آن (aide de camp) می گویند.

## پانوییس
1. ↑  "Aide-de-camp". Wikipedia (به انگلیسی). 2023-06-26.